# Rue des Lombards

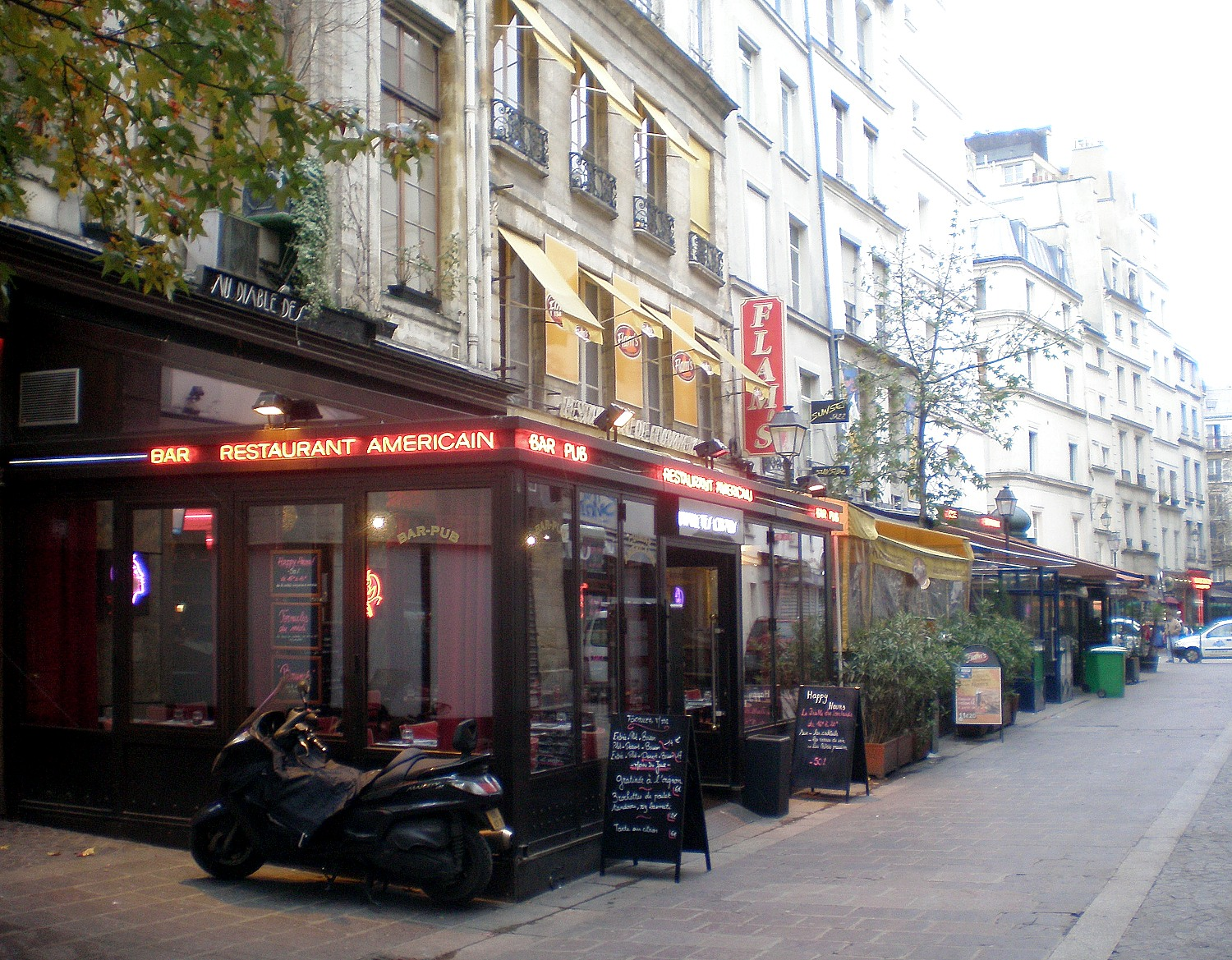
Rue des Lombards in Paris

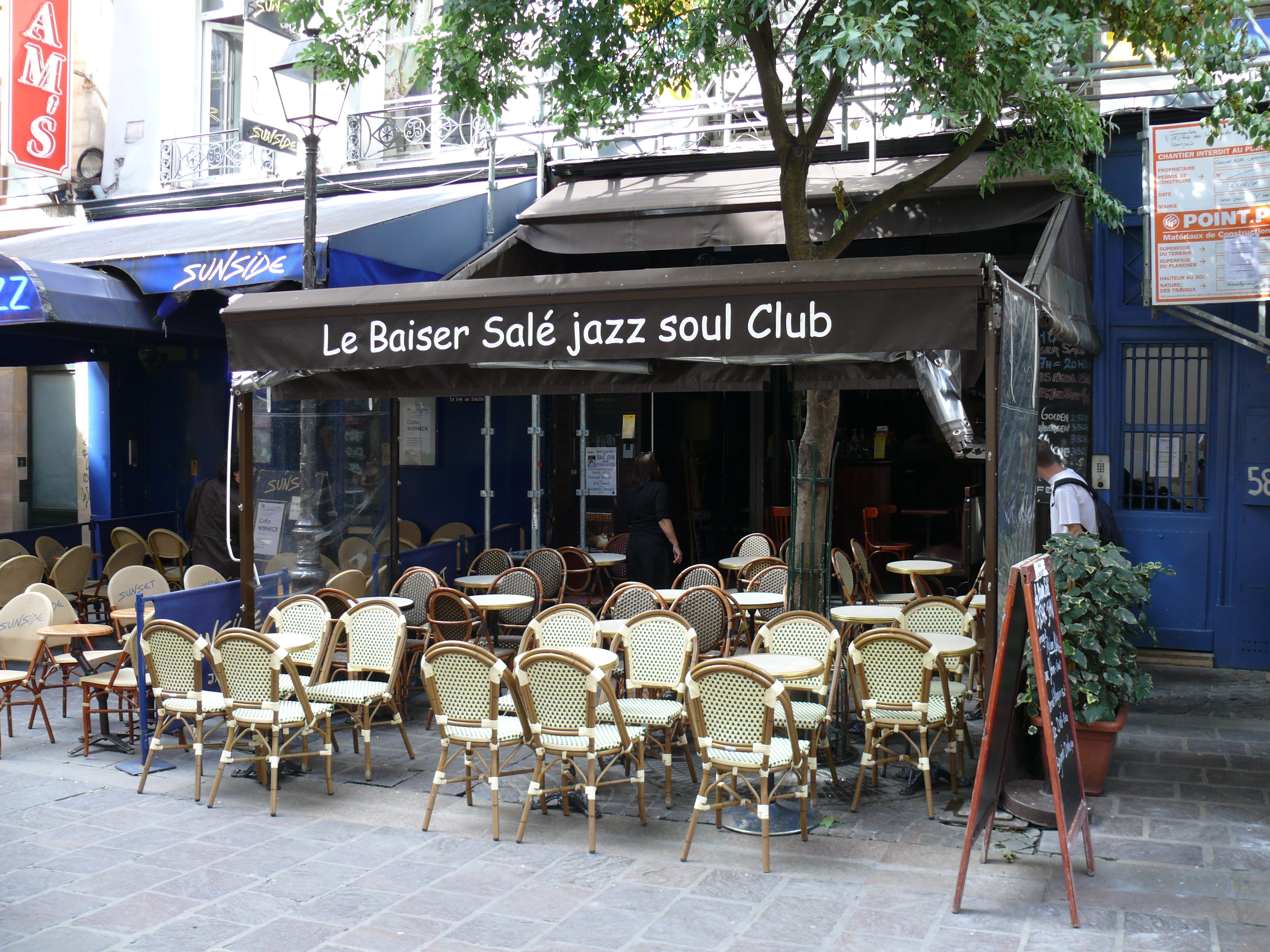
Jazzclub Le Baiser Salé

Die Rue des Lombards ist eine Straße in Paris im 1. und 4. Arrondissement, heute eine Fußgängerzone, die dadurch bekannt ist, dass drei wichtige Jazzclubs an ihr liegen: Le Baiser Salé, Le Duc des Lombards, Sunset/Sunside. Sie verläuft in west-östlicher Richtung parallel zur Seine, in der Nähe liegt das Quartier des Halles. 
Ursprünglich war sie im Mittelalter ein Zentrum der Geldhändler und Bankiers, die ab dem 12. Jahrhundert auch Lombarden hießen. Zu ihnen gehörten die Tolemei aus Siena. Ab 1322 ist der jetzige Name nachgewiesen. Die Straße ist historisch bekannt für Prostitution und die Gay-Szene, die die Kunstfotografin Jane Evelyn Atwood festhielt.

## Einzelbelege
1. ↑  Rue des Lombards - Jane Evelyn Atwood, Street scenes, Street photography. Abgerufen am 12. Dezember 2022.

Koordinaten: 48° 51′ 34″ N, 2° 20′ 57″ O